# Sphagneticola calendulacea
Sphagneticola calendulacea es una especie de planta fanerógama que pertenece al género Sphagneticola. 

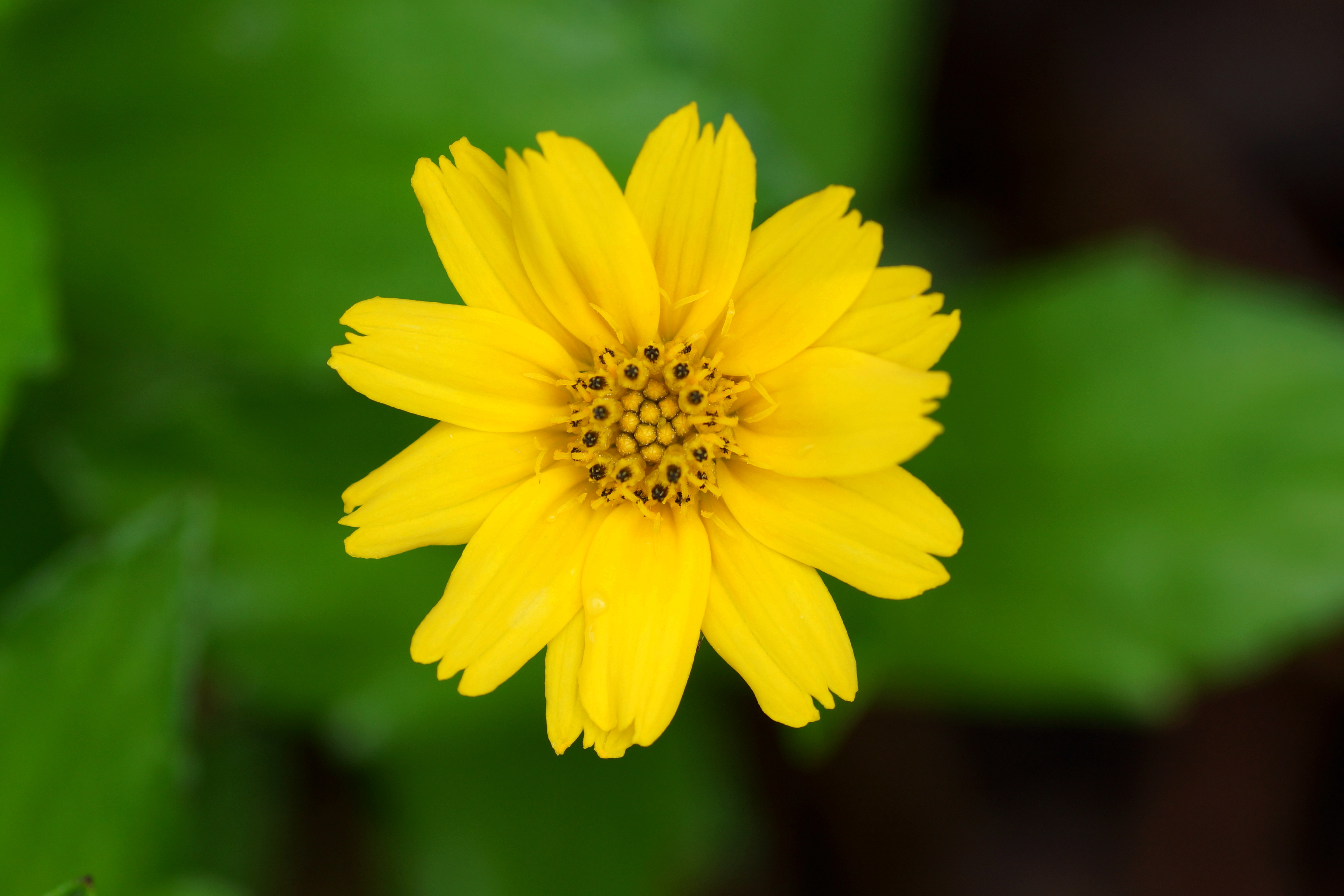
Detalle de la flor

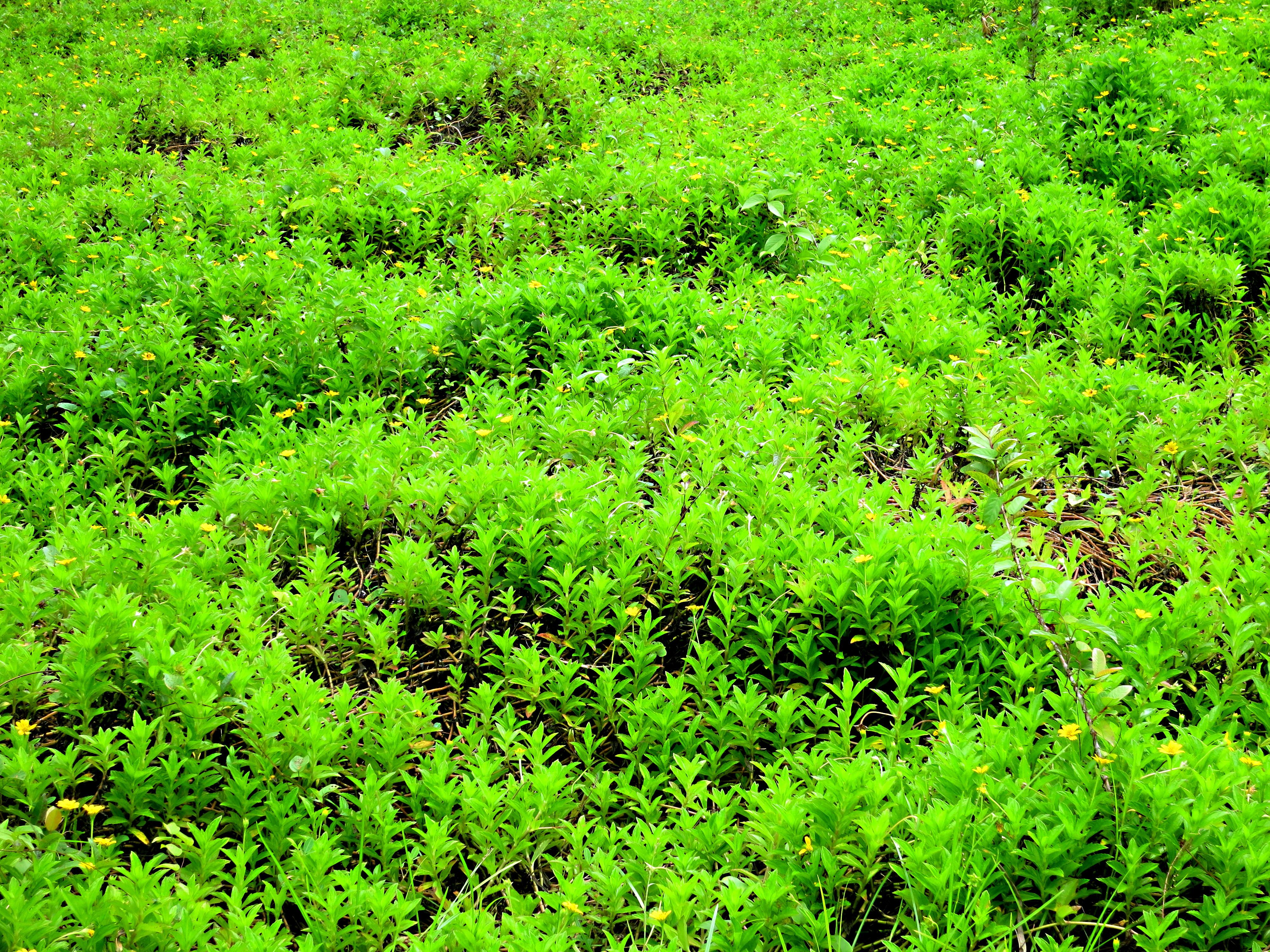
En su hábitat

## Descripción
Tiene los tallos postrados con las puntas ascendentes, alargadas, el enraizamiento se produce en los nudos inferiores, pilosa adpreso. Hojas sésiles o cortamente pecioladas, lámina linear-oblongas a lanceoladas, de 2-10 cm × 6-20 mm, parecido al papel, piloso adpreso en ambas superficies, la base estrechada, el margen escasamente mucronulado-serrulado, ápice agudo. Las inflorescencias en capítulos 2 a 2,5 cm de ancho, solitarios en las ramas; con pedúnculo de 6-12 cm; involucro hemisférico, 8-9 mm; filarios 5, subequales de longitud, 1-seriados, oblongo pubescente, poco adpreso, ápice agudo o, a veces obtuso. Rayos del florete 1-seriados, amarillas; corola 9-11 × 3-3.5 mm, 2 - o 3-dentado. Corola disco 4-4,5 mm, con 5 lóbulos. Los aquenios obovoides, de 3,5 × 1,5 a 2 mm, grueso peludo en la punta; vilano jarrón o en forma de copa. Fl. mar-sep.

## Distribución y hábitat
Se encuentra en los campos de arroz, en campos de hierba y depresiones húmedas de tierras bajas en el norte, también comunes en las zonas litorales de Fujian, Guangdong, Liaoning, Taiwán, India, Indonesia, Japón, Myanmar, Filipinas, Sri Lanka, Tailandia y Vietnam.

## Propiedades
S. calendulacea produce wedelolactone y demethylwedelolactone.

## Taxonomía
Sphagneticola calendulacea fue descrita por (L.) Pruski y publicado en Novon 6(4): 411. 1996.
Sinónimos
- Complaya chinensis (Osbeck) Strother
- Jaegeria calendulacea (L.) Spreng.
- Seruneum calendulaceum (L.) Kuntze
- Solidago chinensis Osbeck
- Thelechitonia chinensis (Osbeck) H.Rob. & Cuatrec.
- Verbesina calendulacea L.
- Wedelia calendulacea (L.) Less.
- Wedelia chinensis (Osbeck) Merr.
- Wedelia linearis Zoll.[5]